# I. e. 3
Évszázadok: i. e. 2. század – i. e. 1. század – 1. század
Évtizedek: i. e. 50-es évek – i. e. 40-es évek – i. e. 30-as évek – i. e. 20-as évek – i. e. 10-es évek – i. e. 1-es évek – 1-es évek – 10-es évek – 20-as évek – 30-as évek – 40-es évek
Évek: i. e. 8 – i. e. 7 – i. e. 6 – i. e. 5 –  i. e. 4 – i. e. 3 – i. e. 2 – i. e. 1 – Nulladik év – 1 – 2

## Események

### Római Birodalom
- Lucius Cornelius Lentulust és Marcus Valerius Messalla Messallinust választják consulnak.
- Lucius Domitius Ahenobarbus hadjáratot vezet Germániába és a rómaiak közül először kel át az Elbán. Ezenfelül a Rajna és Ems közti mocsaras területen pallókat (pontes longi) fektet le a könnyebb átkelés érdekében.

## Születések
- Servius Sulpicius Galba, római császár

## Fordítás
- Ez a szócikk részben vagy egészben  a(z)   3 BC című angol Wikipédia-szócikk ezen változatának fordításán alapul.  Az eredeti cikk szerkesztőit annak laptörténete sorolja fel. Ez a jelzés csupán a megfogalmazás eredetét és a szerzői jogokat jelzi, nem szolgál a cikkben szereplő információk forrásmegjelöléseként.